# Saúde na Austrália

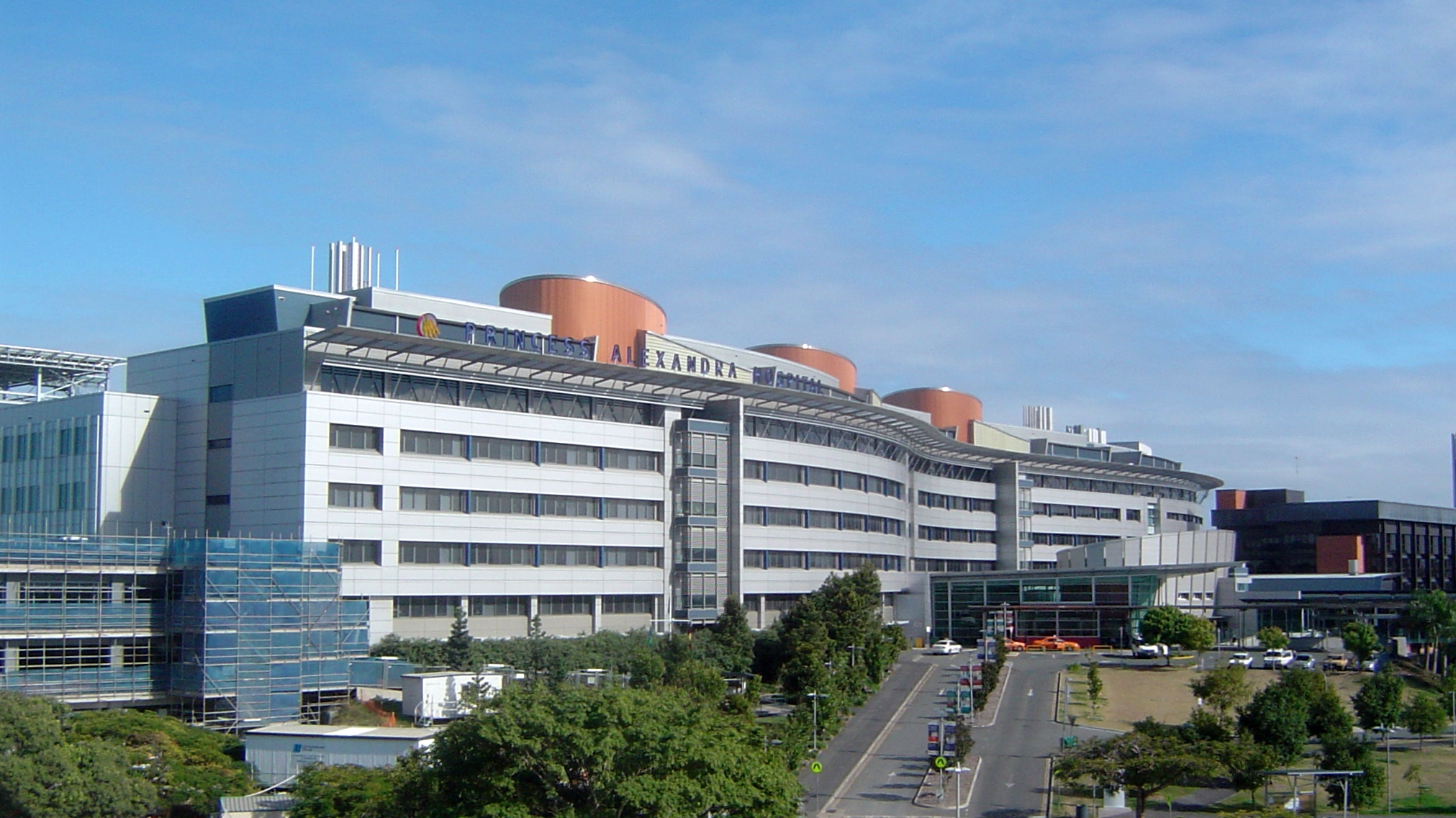
Fotografia da entrada principal do Hospital Princesa Alexandra em Brisbane, Queensland.

O sistema de saúde da Austrália é considerado um dos melhores do mundo, sendo provido por meio de uma parceria público-privada que atua na promoção da saúde, prevenção das doenças e agravos, além da redução dos riscos em saúde. O governo nacional é o responsável pela criação e implementação de políticas, regulamentos e financiamentos em saúde, ao passo que a gestão dos serviços públicos, bem como o gerenciamento das relações para com os profissionais de saúde e unidades hospitalares ficam ao encargo dos estados e territórios australianos. O serviço de saúde público australiano, também conhecido como Medicare, é universal, garantindo cobertura para todos os cidadãos australianos.

## Histórico
Em 01 de julho de 1975, no governo de Whitlam, após a aprovação da legislação por uma sessão conjunta do Parlamento em 07 de agosto de 1974, por meio da Comissão de Seguro de Doença, foi apresentado o Medibank, que consistia numa seguradora de saúde privada australiana de propriedade governamental. Um ano depois, agora sob a administração de Fraser, o governo australiano implementou o Medibank privado como seguradora de saúde sem fins lucrativos. O Medibank privado revelou-se um sucesso, tornando-se o segundo maior fundo de saúde do país dentro de um ano. Em 01 de fevereiro de 1984, sob gestão do governo Hawke, o Medibank privado passou a ser chamado de Medicare. Tal sistema entrou em vigor por meio de alterações das Leis do Seguro de Saúde (1973), Lei Nacional de Saúde (1953) e Lei da Comissão de Seguro de Saúde (1973), além de alterações da Legislação de Saúde "Amendment Act" (1983).

## Financiamento
O financiamento para a saúde australiana vem de várias fontes, incluindo o governo australiano; governos estaduais, territoriais e locais; e fontes não-governamentais, como seguros privados de saúde e pagamentos "out of pocket" (diretamente pago pelos cidadãos).
O governo australiano é o principal responsável pelo financiamento dos serviços de saúde; regulamentação dos produtos de saúde, serviços e mão-de-obra; e liderança política da saúde nacional. Os estados e territórios australianos são os principais responsáveis pela distribuição e gestão dos serviços públicos de saúde (incluindo hospitais públicos, saúde comunitária e atendimento odontológico público), e a regulação dos prestadores de cuidados em saúde e recursos privados em saúde. Governos locais financiam e distribuem alguns serviços de saúde assim como programas de saúde ambiental.
Esse sistema público é auxiliado por seguros privados de saúde opcionais. Estes seguros permitem ao cidadão um tratamento hospitalar como um paciente privado e serve também para serviços de saúde auxiliares (como fisioterapia e serviços odontológicos) fornecidos fora de um hospital.

## Acesso
O serviço de saúde público australiano − o Medicare − é universal, estando disponível para todos os cidadãos e residentes permanentes, assim como para as pessoas com vistos temporários de países com os quais a Austrália tem acordos recíprocos. O governo australiano também fornece algum tipo de assistência para requerentes de asilo enquanto seus pedidos são processados, incluindo a elegibilidade temporária para o Medicare. Já os imigrantes sem documentos que não são elegíveis para o Medicare, aqueles que experimentam dificuldades financeiras e requerentes de asilo podem solicitar a assistência de organizações não-governamentais (ONGs).

## Cobertura
O Medicare fornece acesso gratuito ou subsidiado para a maioria dos serviços médicos. Os benefícios do Medicare são baseados em uma tabela de honorários − o Medicare Benefits Schedule (MBS) – que são definidos pelo governo australiano após discussão com a classe médica. O Medicare não cobre serviços médicos e hospitalares que não são clinicamente necessários (como cirurgias apenas por razões estéticas) e serviços de ambulância.
Quando um paciente procura um médico “fora do hospital”, o Medicare reembolsará 100% da taxa de MBS por um médico de clínica geral e de 85% da taxa de MBS para um especialista. O Medicare não cobre: a maioria dos exames e tratamentos dentários, a maioria dos serviços de fisioterapia, terapia ocupacional, fonoaudiologia, podologia, psicologia e acupuntura, óculos e lentes de contato, aparelhos auditivos e outros aparelhos.
O Medicare também subsidia uma ampla gama de produtos farmacêuticos pelo Pharmaceutical Benefits Scheme (PBS). Com o PBS, os australianos pagam apenas uma parte do custo da maioria dos medicamentos; o resto é coberto pelo PBS. Se um medicamento não está listado no PBS, o consumidor terá de pagar o preço total pelo medicamento. Os medicamentos prestados em hospitais públicos geralmente são fornecidos para pacientes da rede pública de graça, com o custo coberto por governos dos estados e territórios australianos.

## Gastos com saúde
Os dados sobre gastos em saúde incluem os gastos governamentais assim como pelos indivíduos e outras fontes não governamentais, dentre eles os seguros privados. Entre 2001 e 2012, os gastos em saúde cresceram mais rápido do que o crescimento populacional. O gasto per capita aumentou de 4.276 de dólares para 6.230 de dólares nesse período.
Existem quatro grandes áreas de gastos em saúde na Austrália: hospitais, atenção primária à saúde, outros gastos recorrentes (pesquisa, transporte de pacientes, administração, serviços médicos) e gastos de capital (relacionados à infraestrutura da saúde). A figura 1 mostra que em 2011-2012, os hospitais receberam 53,5 bilhões de dólares; a atenção primária recebeu 50,6 bilhões de dólares; e os outros gastos se distribuem entre gastos recorrentes (28,3 bilhões de dólares) e gastos de capital (7,9 bilhões de dólares). A distribuição das despesas em saúde pelo governo australiano, governos estaduais e territoriais, e pelo setor não-governamental varia dependendo da área de gastos em saúde. A figura 2 demonstra qual o valor (em milhões de dólares) que cada uma das cinco fontes principais de financiamento gastam em cada uma das quatro grandes áreas de gastos em saúde.
Em 2011-2012, os hospitais – tanto públicos quanto privados – receberam juntos 42,4 bilhões de dólares (79,3%) de fontes governamentais e 11,1 bilhão de dólares (20,7%) de fontes não governamentais, dentre elas: os seguros privados de saúde e os pagamentos “out of pocket”. Já os gastos em atenção primária, no mesmo período, receberam proporcionalmente mais recursos vindos de fontes não-governamentais do que os hospitais. Foram 30,2 bilhões de dólares (59,7%) em gastos governamentais e 20,4 bilhões de dólares (40,3%) em não governamentais.
Na Austrália, observa-se que tanto o governo australiano quanto os governos estaduais e territoriais são as duas principais fontes de recursos para a saúde. Os seguros privados em saúde e os governos estaduais e territoriais gastam mais em hospitais, enquanto os pagamentos “out of pocket” e os gastos do governo australiano predominam na área de atenção primária à saúde.

## Indicadores
Nos últimos 10 anos, a expectativa de vida ao nascer na Austrália aumentou 2,3 e 1,5 anos para os homens e para as mulheres, respectivamente. De acordo com as taxas atuais, espera-se que um menino nascido em 2011-2013 possa viver 80,1 anos, enquanto uma menina, 84,3 anos. Em 2013, a taxa de natalidade foi de 12,23 por 1000 habitantes, a de mortalidade, 5,4 mortes por 1000 habitantes e a taxa de mortalidade infantil foi de 3,6 óbitos infantis por 1000 nascidos vivos.
Em 2011, as doenças crônicas foram as principais causa de morte na Austrália, sendo as mais recorrentes, doenças cardiovasculares, câncer, doenças respiratórias e diabetes tipo 2. Em 2011-2012, foi registrado cerca de  63% da população australiana com sobrepeso ou com obesidade e em torno de 67,25% da população com 18 anos ou mais foi considerada sedentária ou realiza níveis baixos de exercício físico. O excesso de peso e a falta de prática de exercício físico contribuem para desenvolvimento de doenças crônicas.
A despesa de saúde na Austrália, em 2012-2013, foi estimada em 147,4 bilhões de dólares (9,67% do PIB). De acordo com o Instituto Australiano de Saúde e Bem- Estar, cerca de 30 bilhões de dólares por ano (3%do PIB) são destinados ao tratamento de doenças crônicas.
O Censo da População e Habitação, de 2011, identificou 70.200 médicos trabalhando na Austrália, sendo 43.400 médicos de clínica geral (GPS) e 25.400 médicos especialistas. O número total de enfermeiros trabalhando aumentou em mais de um terço na última década, passando de 191.100 em 2001 para 257.200. Em 2010-11, foram registrados 3,9 leitos por 1000 habitantes e 1 330 hospitais na Austrália, dos quais 752 públicos e 588 privados.

## Avaliação pela população
Depois de sua criação e estabilização, o Medicare australiano tornou-se uma das instituições mais reverenciadas no país. Em reportagem do jornal The Sydney Morning Herald, ao consultar dados de site de pesquisa australiano – Essencial Report – afirma que 8 em 10 australianos avaliaram Medicare como bom ou muito bom. Apenas 1 em 17 pensa que o sistema de saúde seja ruim ou muito ruim.
Em pesquisa realizada por Australian Bureau of Statistics, nos anos de 2011 e 2012, foram avaliadas as razões para ter ou não ter seguros privados de saúde. Assegurados, 51,8% da população, acreditam que o plano de saúde privado oferece mais segurança, proteção e tranquilidade em casos de problemas de saúde, além de permitir que sejam tratados como pacientes privados em um hospital. Já entre as razões de não se ter plano de saúde, estão: a não-possibilidade de pagamento ou a afirmação de que o Medicare é o suficiente para cobrir as necessidades em saúde. Dessa maneira, é evidenciado que cerca de metade da população não possui seguro privado em saúde e dentre as justificativas para se ter seguros, a precariedade ou falta de serviços não é motivo alegado, reiterando, então, a boa aprovação do Medicare entre os australianos.